# هيو جاكمان
هيو جاكمان (بالإنجليزية: Hugh Jackman)‏ (ولد في 12 أكتوبر 1968) هو ممثل ومنتج أسترالي شارك في أفلام ومسرحيات ومسلسلات. هو معروف بدور وولفرين في سلسلة أفلام إكس مان إضافة إلى أدواره الرئيسية في كيت وليبود وفان هيلسنج والعظمة وأستراليا وفولاذ حقيقي والبؤساء وسجناء. لدوره في البؤساء ربح جاكمان جائزة غولدن غلوب أفضل ممثل في فيلم موسيقي أو كوميدي، كما كسب أول ترشيح له لجائزة الأوسكار أفضل ممثل عن نفس الفيلم.
في نوفمبر 2008 اسمته مجلة بيبول «أكثر الرجال إثارة على قيد الحياة». في 22 فبراير 2009 قام جاكمان بتقديم الحفل الواحد والثمانين لجوائز الأوسكار. تم تكريم هيو جاكمان في ديسمبر 2012 بنجمة على ممر الشهرة في هوليوود. وصف جاكمان نفسه بأنه مسيحي و«شخص متدين». ويتأمل يوميًا ويتبع كلية الفلسفة العملية روحياً.

## حياته المهنية

### 2018-2012: المزيد من النجاح والأفلام الأكثر ربحًا
أعرب جاكمان عن دوره (أرنب الفصح) في فيلم الرسوم المتحركة «نهوض الحراس» الذي صدر في نوفمبر عام 2012. لعب جاكمان دور البطولة (جان فالجان) في فيلم «البؤساء» المقتبس عن فيلم البؤساء الموسيقي الأساسي. عُرض الفيلم في 25 ديسمبر عام 2012. خسر جاكمان 15 رطلاً من أجل ملائمة الدور، وكان عليه بعد ذلك استرداد 30 رطلاً لعكس نجاح شخصيته المكتشف حديثًا. فاز بجائزة غولدن غلوب لفئة «أفضل ممثل- فيلم موسيقي أو كوميدي» في يناير عام 2013 عن هذا الأداء، وحصل على أول جائزة أوسكار عن أفضل ممثل. ظهر جاكمان بجانب كيت وينسلت في الفيلم الكوميدي بعنوان «فيلم 43» في يناير عام 2013. شارك جاكمان إلى جانب الممثلة كريستين ويج في أغنية «يو هاف غوت ذا سايت»، وهي أغنية لمجموعة الهيب هوب الكوميدية ذا لونلي آيلاند في ألبومها الثالث بعنوان «ذا واك» الذي صدر في يونيو عام 2013. عاد جاكمان إلى برودواي في مسرحية جديدة بعنوان «النهر» التي عُرِضت في مسرح سيركل إن ذا سكوير من أكتوبر عام 2014 إلى فبراير عام 2015.
صوّر جاكمان دور الشرير بلاك بيرد في فيلم المغامرة «بان» الذي يدور حول قصص شخصيات الكاتب جيمس ماثيو باري مثل بيتر بان وكابتن هوك. تلقى الفيلم ملاحظات سلبية عمومًا وفشل في تقييم شباك التذاكر. لعب جاكمان في عام 2016 دور مدرب التزلج الخيالي برونسون بيري في فيلم «إيدي النسر»، والذي صور كيف أصبح إيدي إدواردز النسر أول منافس يمثل بريطانيا العظمى في رياضة القفز التزلجي في الألعاب الأوليمبية في عام 1988.
أدى جاكمان في عام 2018 دور البطولة في فيلم الدراما السياسية لجيسون ريتمان بعنوان «عدّاء المقدمة» بدور السناتور الأمريكي غاري هارت، والذي سجل صعود هارت، مرشح الحزب الديمقراطي للرئاسة في عام 1988 وسقوطه اللاحق عندما ظهرت تقارير إعلامية تُظهر علاقته الغرامية غير الشرعية. أدى جاكمان صوت شخصية السيد ليونيل فروست في فيلم الرسوم المتحركة بعنوان «الرابط المفقود» في عام 2019.

### حياته الخاصة
وفي 16 سبتمبر 2023، أعلن هيو جاكمان وزوجته ديبورا-لي فيرنس جاكمان، انفصالهما بعد زواج دام 27 عاماً.

## أفلامه
- (1999) Erskineville Kings
- (Paperback Hero (1999
- (2000) X-Men
- كيت و ليوبولد (2001)
- Someone Like You (فيلم) (2001)
- (2001) Swordfish
- (2003) X2
- (2004) Van Helsing (film)
- (Van Helsing: The London Assignment (2004 (صوت فقط)
- (Stories of Lost Souls(2005
- (2006) Happy Feet (صوت فقط)
- (2006) Flushed Away (صوت فقط)
- (2006) The Prestige
- (The Fountain (2006
- (Scoop (2006
- (2006) رجال-إكس: الوقفة الأخيرة
- (Deception (2008
- (2008) Uncle Jonny
- (2008) Australia
- (The Burning Season (2008 (فيلم وثائقي)
- (2009) رجال-إكس الأصول: وولفرين
- (2011) رجال-إكس: الدرجة الأولى
- (Snow Flower and the Secret Fan (2011
- (2011) Real Steel
- (2012) Butter
- (2012) Rise of the Guardians
- (2012) Les Misérables
- (2013) Movie 43
- (2013) The Wolverine
- (2013) Prisoners
- (2014) رجال-إكس: أيام المستقبل الماضي
- (2015) Chappie
- (2016) رجال إكس: نهاية العالم
- (2017) لوغان
- (2017) الاستعراضي الأعظم
- (2018) عداء المقدمة
- (2019) رابط مفقود
- (2019) تعليم سيئ
- (2021) شاب حر
- (2021) ذكريات
- (2022) الابن
- (2024) ديدبول وولفيرين

## مواقع خارجية
- هيو جاكمان على موقع IMDb (الإنجليزية)
- هيو جاكمان على موقع ميتاكريتيك (الإنجليزية)
- هيو جاكمان على موقع الموسوعة البريطانية (الإنجليزية)
- هيو جاكمان على موقع روتن توميتوز (الإنجليزية)
- هيو جاكمان على موقع مونزينجر (الألمانية)
- هيو جاكمان على موقع قاعدة بيانات الأفلام العربية
- هيو جاكمان على موقع ألو سيني (الفرنسية)
- هيو جاكمان على موقع ميوزك برينز (الإنجليزية)
- هيو جاكمان على موقع تيرنر كلاسيك موفيز (الإنجليزية)
- هيو جاكمان على موقع أول موفي (الإنجليزية)